# لمی
لِمی (به انگلیسی: Lemmy) با نام اصلی یان فریزر کیلمیستر (زاده ۲۴ دسامبر ۱۹۴۵-درگذشته ۲۸ دسامبر ۲۰۱۵)
شاعر، آهنگ ساز، خواننده و نوازندهٔ گیتار بیس انگلیسی بود که بیشتر به‌عنوان بنیان‌گذار گروه هوی متال موتوهد شناخته می‌شد.
خال‌های گوشتی درشت روی صورتش، سبیل دسته دوچرخه‌ای و صدای خش‌دار لمی، از او یک چهرهٔ منحصربه‌فرد نزد مخاطبان ساخته بود. برای بسیاری، کلمهٔ هوی متال تداعی‌کنندهٔ خواننده و بیسیست فراموش‌نشدنی گروه موتوهد است.

## کودکی
لمی (با نام اصلی یان فریزر کیلمیستر) زادهٔ ۲۴ دسامبر ۱۹۴۵ در استوک آن ترنت از توابع استافوردشایر انگلستان است. زمانی که لمی ۳ ماهه بود پدرش که کشیش سابق نیروی هوایی پادشاهی بود از مادرش جدا شد.
لمی ده ساله بود که مادرش با یک فوتبالیست حرفه‌ای بازنشسته به‌نام جورج ویلیس ازدواج کرد. ویلیس از همسر قبلی‌اش ۲ فرزند بزرگتر از لمی به نام پاتریشا و تونی داشت. در همان سال‌ها بود که لمی به‌مرور علاقه‌اش به موسیقی راک‌اندرول را آشکار می‌کرد.

۱۶ ساله بود که در کَورن کلاب لیورپول، اجرای بیتلز را دید. سپس سعی کرد با نواختن گیتار همزمان با گوش کردن به آلبوم بیتلز، آکوردها را یاد بگیرد. مدتی بعد مدرسه را رها کرد و به کار در یک کارخانهٔ لوازم خانگی مشغول شد و مابقی وقتش را به نواختن گیتار برای گروه‌های محلی و رفتن به مدرسهٔ سوارکاری می‌گذراند.

## زندگی حرفه‌ای

### هاوک‌ویند
لمی تا قبل از این‌که در سال ۱۹۷۱ به گروه لندنی اسپیس راک هاوک‌ویند بپیوندد، برای چند گروه گمنام دیگر نوازندگی می‌کرد. او که تا به آن زمان تجربهٔ زیادی در نواختن گیتار بیس نداشت، با اتکا بر تجربهٔ چند ساله‌اش در نواختن گیتار الکتریک بزودی به گیتار بیس هم مسلط شد به‌شکلی که نوای بیس لمی یکی از اجزای اصلی موسیقی هاوک‌ویند شد. او در طول همکاری‌اش با هاوک‌ویند، خوانندگی را هم در چند آهنگ تجربه کرد که از میان آن‌ها می‌توان به تک‌آهنگ «Silver Machine» اشاره کرد. «Silver Machine» که در سال ۱۹۷۲ منتشر شد تبدیل به موفق‌ترین تک‌آهنگ گروه شد و در جدول پرفروش‌ترین‌های انگلستان تا جایگاه سوم بالا آمد.

### موتوهد
در سال ۱۹۷۵ زمانی که لمی به همراه هاوک‌ویند مشغول برگزاری یک تور بود، به‌خاطر حمل مواد مخدر در گمرک کشور کانادا بازداشت شد و ۵ روز هم زندانی شد. در پی این واقعه او را از هاوک‌ویند بیرون انداختند. لمی تصمیم گرفت که خودش یک گروه تشکیل بدهد. او به همراه لَری ویلیس (گیتاریست سابق یوفو) و لوکاس فاکس (نوازندهٔ درامز) گروه بَستِرد (حرامزاده) را تشکیل دادند. سرانجام وقتی مدیر برنامه‌های لمی به او توضیح داد که با نام بسترد غیرممکن است که نام گروه در میان بهترین‌های موسیقی پاپ جایی داشته باشد، وی نام گروه را به موتوهد تغییر داد. موتوهد نام آخرین ترانه‌ای بود که لمی برای هاوک‌ویند ساخته بود.

### متالیکا
جیمز هتفیلد در یک اجرای مشترکِ متالیکا با موتوهد از لمی به عنوان «پدر خواندهٔ هوی» متال یاد کرد (از آزی بیش‌تر به عنوان پدرخواندهٔ هوی متال یاد می‌شود) و پس از فوت لمی کیلمستر آهنگی به نام Murder One را در سال ۲۰۱۶ برای ادای احترام به او ساختند، جیمز هتفیلد در یک مصاحبه در مورد موتورهد گفت: اگر موتورهد نبود مطمئاً متالیکا هم وجود نداشت، لمی در را برای ورود گروه‌های هوی متال به عرصه جهانی باز کرد.

## تصویر عمومی و پیامدهای شهرت

### روابط با زن‌ها
در ۲۲ آگوست ۲۰۰۵ مستندی با نام «Motorhead: Live Fast, Die Old» در تلویزیون کانال ۴ بریتانیا پخش شد که در آن ادعا شده بود لمی تا آن زمان با ۲۰۰۰ زن هم‌بستر شده‌است. مجلهٔ ماکسیم (ماهنامهٔ بین‌المللی ویژه مردان) در سال ۲۰۰۶ در رده‌بندی «۱۰ اسطورهٔ زندهٔ سکس» رتبهٔ هشتم را به لمی اختصاص داد و مدعی شد او تا به آن‌روز با ۱۲۰۰ زن هم‌بستر شده‌است. خود لمی هم در مصاحبه‌ای که همان‌سال انجام داد تعداد ۱۲۰۰ نفر را تأیید و ۲۰۰۰ نفر را تکذیب کرد.

لمی در یک مستند شرح داده‌است که در زمان کودکی او گیتار مادرش را -که لمی بلد نبوده با آن بنوازد- به مدرسه می‌برده و این باعث می‌شده مورد توجه واقع شود و دخترهای مدرسه دور او جمع شوند؛ و در ادامه گفته‌است: آن‌موقع فقط داشتن یک گیتار کافی بود.

### مجموعه‌داری
لمی علاقه‌مند به جمع‌آوری آثار بازمانده از نازیها است و بر روی بدنهٔ گیتار بیس‌اش هم یک صلیب آهنی نقش بسته‌است که باعث شده تهمت حمایت از نازیسم به او زده شود؛ ولی او خودش را یک آنارشیست و آزادی‌خواه می‌داند و از گرایش‌های کمونیستی و فاشیستی به شدت دوری می‌کند. تصور او بر این است که حکومت‌های سازمان‌یافتهٔ دولتی بیشتر از این‌که برطرف کنندهٔ مشکل‌ها باشند مشکل‌زا هستند.

## درگذشت
لمی در تاریخ ۲۸ دسامبر ۲۰۱۵، فقط ۴ روز بعد از تولد هفتاد سالگی اش، بر اثر ابتلا به سرطان بسیار تهاجمی در منزل‌اش در لس‌آنجلس درگذشت.
لمی چند سال مبتلا به سرطان ریه بود و تنها دو روز پس از تشخیص قطعی پزشکان درگذشت. افراط در مصرف الکل و مواد مخدر سبب تشدید این بیماری شده بود.

اعضای گروه موتورهد در صفحه رسمی فیسبوکشان از هواخواهان خود خواسته‌اند که با صدای بلند به ترانه‌های موتورهد و هاکویند گوش دهند، موسیقی لمی را با صدای بلند گوش کنند، می بنوشند و زندگی را جشن بگیرند، «همان‌طور که این مرد خوب و دوست‌داشتنی آن را با شکوه و طراوت تمام جشن می‌گرفت. این چیزیست که او می‌خواست.»